# Сантос Латаса, Хайме
Хайме Сантос Латаса (исп. Jaime Santos Latasa; род. 3 июля 1996, Сан-Себастьян, Страна Басков) — испанский шахматист, гроссмейстер (2018). Чемпион Европы по рапиду (2022), призёр чемпионатов Испании (2020, 2021, 2022). В составе сборной Испании был участником Олимпиад: 2021 2022 (бронзовый призёр в личном зачёте на 4-й доске) и 2024 годов, а также командного чемпионата Европы 2023.

## Биография
Сантос родился в Сан-Себастьяне, вырос в Леоне. В 2005 году обыграл Магнуса Карлсена во время сеанса одновременной игры. В 2006—2012 годах 4 раза выигрывал юношеское первенство Испании в своей возрастной категории. В 2014 году стал международным мастером.

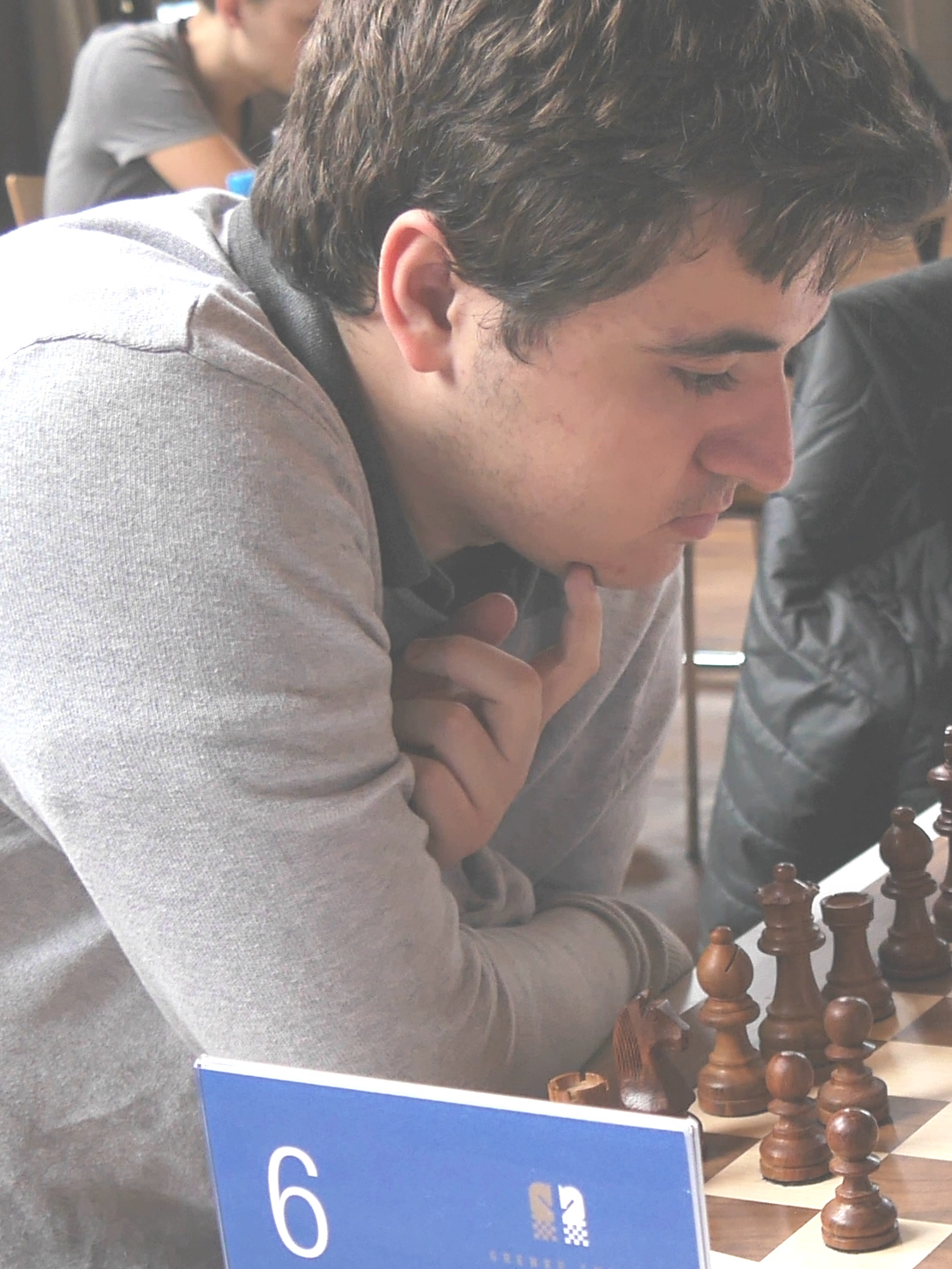
В 2018 году

В 2015 году Сантос занял 2-е место на шахматном фестивале в Гранаде. В 2017 году выиграл опен-турнир в Севильи, год спустя — турнир в Льюкмайоре и поделил 2-8 места на Sunway Sitges Open. В 2019 году Сантос поделил 1-4 места на Budapest Spring Festival. В 2021 и 2022 годах Сантос выигрывал шахматные фестивали в Саламанке, в 2023 году разделил 1-е место с Кириллом Алексеенко. В 2022 году занял 3-е место на Tournament of Peace, разделил 3-5 места на чемпионате Европы, 2-8 места на турнирах в Менорке и Теплице. В 2023 году впервые в карьере выиграл турнир в Леоне, год спустя занял 2-е место, уступив Виши Ананду.

В 2023 году принял участие в Кубке мира и выбил трёх соперников — Остина Яна Чин-Вейя со счётом 2-0, Георга Майера и Теймура Раджабова с счётом 2½-1½. На стадии 1/16 проиграл Нильсу Гранделиусу ½-1½.
|   | a | b | c | d | e | f | g | h |   |
| - | --- | --- | --- | --- | --- | --- | --- | --- | - |
| 8 | f8 белая ладья · e7 белая пешка · h7 чёрный король · f6 белый король · g6 чёрный слон · h6 чёрная пешка · e5 белый слон · e2 чёрная ладья | f8 белая ладья · e7 белая пешка · h7 чёрный король · f6 белый король · g6 чёрный слон · h6 чёрная пешка · e5 белый слон · e2 чёрная ладья | f8 белая ладья · e7 белая пешка · h7 чёрный король · f6 белый король · g6 чёрный слон · h6 чёрная пешка · e5 белый слон · e2 чёрная ладья | f8 белая ладья · e7 белая пешка · h7 чёрный король · f6 белый король · g6 чёрный слон · h6 чёрная пешка · e5 белый слон · e2 чёрная ладья | f8 белая ладья · e7 белая пешка · h7 чёрный король · f6 белый король · g6 чёрный слон · h6 чёрная пешка · e5 белый слон · e2 чёрная ладья | f8 белая ладья · e7 белая пешка · h7 чёрный король · f6 белый король · g6 чёрный слон · h6 чёрная пешка · e5 белый слон · e2 чёрная ладья | f8 белая ладья · e7 белая пешка · h7 чёрный король · f6 белый король · g6 чёрный слон · h6 чёрная пешка · e5 белый слон · e2 чёрная ладья | f8 белая ладья · e7 белая пешка · h7 чёрный король · f6 белый король · g6 чёрный слон · h6 чёрная пешка · e5 белый слон · e2 чёрная ладья | 8 |
| 7 | f8 белая ладья · e7 белая пешка · h7 чёрный король · f6 белый король · g6 чёрный слон · h6 чёрная пешка · e5 белый слон · e2 чёрная ладья | f8 белая ладья · e7 белая пешка · h7 чёрный король · f6 белый король · g6 чёрный слон · h6 чёрная пешка · e5 белый слон · e2 чёрная ладья | f8 белая ладья · e7 белая пешка · h7 чёрный король · f6 белый король · g6 чёрный слон · h6 чёрная пешка · e5 белый слон · e2 чёрная ладья | f8 белая ладья · e7 белая пешка · h7 чёрный король · f6 белый король · g6 чёрный слон · h6 чёрная пешка · e5 белый слон · e2 чёрная ладья | f8 белая ладья · e7 белая пешка · h7 чёрный король · f6 белый король · g6 чёрный слон · h6 чёрная пешка · e5 белый слон · e2 чёрная ладья | f8 белая ладья · e7 белая пешка · h7 чёрный король · f6 белый король · g6 чёрный слон · h6 чёрная пешка · e5 белый слон · e2 чёрная ладья | f8 белая ладья · e7 белая пешка · h7 чёрный король · f6 белый король · g6 чёрный слон · h6 чёрная пешка · e5 белый слон · e2 чёрная ладья | f8 белая ладья · e7 белая пешка · h7 чёрный король · f6 белый король · g6 чёрный слон · h6 чёрная пешка · e5 белый слон · e2 чёрная ладья | 7 |
| 6 | f8 белая ладья · e7 белая пешка · h7 чёрный король · f6 белый король · g6 чёрный слон · h6 чёрная пешка · e5 белый слон · e2 чёрная ладья | f8 белая ладья · e7 белая пешка · h7 чёрный король · f6 белый король · g6 чёрный слон · h6 чёрная пешка · e5 белый слон · e2 чёрная ладья | f8 белая ладья · e7 белая пешка · h7 чёрный король · f6 белый король · g6 чёрный слон · h6 чёрная пешка · e5 белый слон · e2 чёрная ладья | f8 белая ладья · e7 белая пешка · h7 чёрный король · f6 белый король · g6 чёрный слон · h6 чёрная пешка · e5 белый слон · e2 чёрная ладья | f8 белая ладья · e7 белая пешка · h7 чёрный король · f6 белый король · g6 чёрный слон · h6 чёрная пешка · e5 белый слон · e2 чёрная ладья | f8 белая ладья · e7 белая пешка · h7 чёрный король · f6 белый король · g6 чёрный слон · h6 чёрная пешка · e5 белый слон · e2 чёрная ладья | f8 белая ладья · e7 белая пешка · h7 чёрный король · f6 белый король · g6 чёрный слон · h6 чёрная пешка · e5 белый слон · e2 чёрная ладья | f8 белая ладья · e7 белая пешка · h7 чёрный король · f6 белый король · g6 чёрный слон · h6 чёрная пешка · e5 белый слон · e2 чёрная ладья | 6 |
| 5 | f8 белая ладья · e7 белая пешка · h7 чёрный король · f6 белый король · g6 чёрный слон · h6 чёрная пешка · e5 белый слон · e2 чёрная ладья | f8 белая ладья · e7 белая пешка · h7 чёрный король · f6 белый король · g6 чёрный слон · h6 чёрная пешка · e5 белый слон · e2 чёрная ладья | f8 белая ладья · e7 белая пешка · h7 чёрный король · f6 белый король · g6 чёрный слон · h6 чёрная пешка · e5 белый слон · e2 чёрная ладья | f8 белая ладья · e7 белая пешка · h7 чёрный король · f6 белый король · g6 чёрный слон · h6 чёрная пешка · e5 белый слон · e2 чёрная ладья | f8 белая ладья · e7 белая пешка · h7 чёрный король · f6 белый король · g6 чёрный слон · h6 чёрная пешка · e5 белый слон · e2 чёрная ладья | f8 белая ладья · e7 белая пешка · h7 чёрный король · f6 белый король · g6 чёрный слон · h6 чёрная пешка · e5 белый слон · e2 чёрная ладья | f8 белая ладья · e7 белая пешка · h7 чёрный король · f6 белый король · g6 чёрный слон · h6 чёрная пешка · e5 белый слон · e2 чёрная ладья | f8 белая ладья · e7 белая пешка · h7 чёрный король · f6 белый король · g6 чёрный слон · h6 чёрная пешка · e5 белый слон · e2 чёрная ладья | 5 |
| 4 | f8 белая ладья · e7 белая пешка · h7 чёрный король · f6 белый король · g6 чёрный слон · h6 чёрная пешка · e5 белый слон · e2 чёрная ладья | f8 белая ладья · e7 белая пешка · h7 чёрный король · f6 белый король · g6 чёрный слон · h6 чёрная пешка · e5 белый слон · e2 чёрная ладья | f8 белая ладья · e7 белая пешка · h7 чёрный король · f6 белый король · g6 чёрный слон · h6 чёрная пешка · e5 белый слон · e2 чёрная ладья | f8 белая ладья · e7 белая пешка · h7 чёрный король · f6 белый король · g6 чёрный слон · h6 чёрная пешка · e5 белый слон · e2 чёрная ладья | f8 белая ладья · e7 белая пешка · h7 чёрный король · f6 белый король · g6 чёрный слон · h6 чёрная пешка · e5 белый слон · e2 чёрная ладья | f8 белая ладья · e7 белая пешка · h7 чёрный король · f6 белый король · g6 чёрный слон · h6 чёрная пешка · e5 белый слон · e2 чёрная ладья | f8 белая ладья · e7 белая пешка · h7 чёрный король · f6 белый король · g6 чёрный слон · h6 чёрная пешка · e5 белый слон · e2 чёрная ладья | f8 белая ладья · e7 белая пешка · h7 чёрный король · f6 белый король · g6 чёрный слон · h6 чёрная пешка · e5 белый слон · e2 чёрная ладья | 4 |
| 3 | f8 белая ладья · e7 белая пешка · h7 чёрный король · f6 белый король · g6 чёрный слон · h6 чёрная пешка · e5 белый слон · e2 чёрная ладья | f8 белая ладья · e7 белая пешка · h7 чёрный король · f6 белый король · g6 чёрный слон · h6 чёрная пешка · e5 белый слон · e2 чёрная ладья | f8 белая ладья · e7 белая пешка · h7 чёрный король · f6 белый король · g6 чёрный слон · h6 чёрная пешка · e5 белый слон · e2 чёрная ладья | f8 белая ладья · e7 белая пешка · h7 чёрный король · f6 белый король · g6 чёрный слон · h6 чёрная пешка · e5 белый слон · e2 чёрная ладья | f8 белая ладья · e7 белая пешка · h7 чёрный король · f6 белый король · g6 чёрный слон · h6 чёрная пешка · e5 белый слон · e2 чёрная ладья | f8 белая ладья · e7 белая пешка · h7 чёрный король · f6 белый король · g6 чёрный слон · h6 чёрная пешка · e5 белый слон · e2 чёрная ладья | f8 белая ладья · e7 белая пешка · h7 чёрный король · f6 белый король · g6 чёрный слон · h6 чёрная пешка · e5 белый слон · e2 чёрная ладья | f8 белая ладья · e7 белая пешка · h7 чёрный король · f6 белый король · g6 чёрный слон · h6 чёрная пешка · e5 белый слон · e2 чёрная ладья | 3 |
| 2 | f8 белая ладья · e7 белая пешка · h7 чёрный король · f6 белый король · g6 чёрный слон · h6 чёрная пешка · e5 белый слон · e2 чёрная ладья | f8 белая ладья · e7 белая пешка · h7 чёрный король · f6 белый король · g6 чёрный слон · h6 чёрная пешка · e5 белый слон · e2 чёрная ладья | f8 белая ладья · e7 белая пешка · h7 чёрный король · f6 белый король · g6 чёрный слон · h6 чёрная пешка · e5 белый слон · e2 чёрная ладья | f8 белая ладья · e7 белая пешка · h7 чёрный король · f6 белый король · g6 чёрный слон · h6 чёрная пешка · e5 белый слон · e2 чёрная ладья | f8 белая ладья · e7 белая пешка · h7 чёрный король · f6 белый король · g6 чёрный слон · h6 чёрная пешка · e5 белый слон · e2 чёрная ладья | f8 белая ладья · e7 белая пешка · h7 чёрный король · f6 белый король · g6 чёрный слон · h6 чёрная пешка · e5 белый слон · e2 чёрная ладья | f8 белая ладья · e7 белая пешка · h7 чёрный король · f6 белый король · g6 чёрный слон · h6 чёрная пешка · e5 белый слон · e2 чёрная ладья | f8 белая ладья · e7 белая пешка · h7 чёрный король · f6 белый король · g6 чёрный слон · h6 чёрная пешка · e5 белый слон · e2 чёрная ладья | 2 |
| 1 | f8 белая ладья · e7 белая пешка · h7 чёрный король · f6 белый король · g6 чёрный слон · h6 чёрная пешка · e5 белый слон · e2 чёрная ладья | f8 белая ладья · e7 белая пешка · h7 чёрный король · f6 белый король · g6 чёрный слон · h6 чёрная пешка · e5 белый слон · e2 чёрная ладья | f8 белая ладья · e7 белая пешка · h7 чёрный король · f6 белый король · g6 чёрный слон · h6 чёрная пешка · e5 белый слон · e2 чёрная ладья | f8 белая ладья · e7 белая пешка · h7 чёрный король · f6 белый король · g6 чёрный слон · h6 чёрная пешка · e5 белый слон · e2 чёрная ладья | f8 белая ладья · e7 белая пешка · h7 чёрный король · f6 белый король · g6 чёрный слон · h6 чёрная пешка · e5 белый слон · e2 чёрная ладья | f8 белая ладья · e7 белая пешка · h7 чёрный король · f6 белый король · g6 чёрный слон · h6 чёрная пешка · e5 белый слон · e2 чёрная ладья | f8 белая ладья · e7 белая пешка · h7 чёрный король · f6 белый король · g6 чёрный слон · h6 чёрная пешка · e5 белый слон · e2 чёрная ладья | f8 белая ладья · e7 белая пешка · h7 чёрный король · f6 белый король · g6 чёрный слон · h6 чёрная пешка · e5 белый слон · e2 чёрная ладья | 1 |
|   | a | b | c | d | e | f | g | h |   |

Сантос отличается своей скоростью игры. В 2018 году это привело к уникальному случаю взаимной слепоты на топ-уровне. Сантос проигрывал партию Франсиско Вальехо Понсу на турнире в Леоне, но тот допустил грубейший зевок в абсолютно выигранной позиции (на диаграмме), сыграв 68.Rh8+ (выигрыш достигался ходом Ke6, создавая угрозу мата и превращения пешки в ферзи), после чего Сантос, ни секунды не думая, сдался.